# Bataille de Mimasetōge
La bataille de Mimasetōge est livrée en 1569 alors que les forces de Shingen Takeda battent en retraite à la suite de l'échec du siège du château d'Odawara, capitale du Clan Hōjō (préfecture de Kanagawa). Une armée Hōjō, commandée par les frères Ujiteru et Ujikuni, s'était placée en embuscade dans le col de Mimase en attendant le passage de l'armée du Clan Takeda. L'avant-garde des Takeda, conduite par Nobuharu Baba fut prise au dépourvu et mise en difficulté tandis que Shingen Takeda dirigeait le corps principal de l'armée. Mais la bataille tourna en faveur des Takeda quand Masakage Yamagata lança une furieuse contre-attaque qui infligea de lourdes pertes aux forces Hōjō. Celles-ci furent alors forcées de battre en retraite vers le nord, laissant ainsi la voie libre aux Takeda pour leur retour à Kai. 

## Source de la traduction
- (en) Cet article est partiellement ou en totalité issu de l’article de Wikipédia en anglais intitulé « Battle of Mimasetoge » (voir la liste des auteurs).